# Elio Sgreccia
Elio Sgreccia (Arcevia, 6 de junho de 1928 - Roma, 5 de junho de 2019) foi um cardeal italiano e Presidente Emérito da Pontifícia Academia para a Vida.
Em 1992 foi nomeado Bispo Titular de Zama Menor e Secretário do Pontifício Conselho para a Família por João Paulo II. Foi ordenado bispo em 6 de janeiro de 1993 pelo próprio Papa João Paulo II; Os co-consagradores foram os arcebispos da Cúria e mais tarde os cardeais Giovanni Battista Re e Justin Francis Rigali. 
Foi secretário do Pontifício Conselho para a Família até 1996. 
Em 2005 foi nomeado Presidente da Pontifícia Academia para a Vida. Em 2008, sua renúncia relacionada à idade foi concedida pelo Papa Bento XVI.
No consistório de 20 de novembro de 2010, o Papa Bento XVI o aceitou como cardeal diácono com a diácona titular de Sant'Angelo in Pescheria no Colégio dos Cardeais. O cardeal Sgreccia não compareceu ao conclave de 2013 porque estava acima do limite de idade.